# Pietro Antonio Novelli I
Pour les articles ayant des titres homophones, voir Pietro Antonio Novelli et Pietro Antonio Novelli II.
 (juillet 2025).
Pietro Antonio Novelli I dit Novelli I (Monreale, 1568 - 1625) est un mosaïste et un peintre italien de la fin XVIe siècle et du début du  XVIIe siècle.

## Biographie
Pietro Antonio Novelli I a été le maître, étant son père (ou oncle?) de Pietro Novelli (dit Il Monrealese).